# Histoire de l'anatomie
L’histoire de l'anatomie prend sa source dans l'observation du corps humain. Elle est pratiquée dès la préhistoire, sans doute motivée par la chasse, mais également pour des raisons thérapeutiques, comme le laisse supposer la trépanation. Articulée aux coutumes magiques ou religieuses en Mésopotamie, en Grèce et en Égypte, l'étude de l'anatomie pour elle-même prend son essor en Grèce antique avec l'essor de la dissection, essentiellement effectuée sur des animaux. La médecine hippocratique et les réflexions des philosophes comme Aristote contribuent à la détacher de la religion en la rattachant aux sciences médicales et à l'histoire naturelle. L'École d'Alexandrie contribue à l'avancée de la discipline en brisant un court laps de temps le tabou de la dissection humaine. L'œuvre abondante de Galien, auteur de nombreuses dissections animales, exerce une influence notable à l'époque médiévale dans le monde islamique et en Europe.
Alors que les dissections sur les êtres humains reprennent dès la fin du Moyen Âge en Europe, malgré un contexte religieux plutôt défavorable, leur diffusion à la Renaissance favorise le renouveau de la discipline, notamment grâce à André Vésale et à ses disciples. Le XVIIe siècle voit l'apparition du microscope, et avec elle les prémices de l'histologie, ainsi que l'essor de l'expérimentation. La contestation de l’anatomie galénique progresse, avec notamment la mise au point de la circulation sanguine par William Harvey. Au siècle des Lumières, les musées et les moulages en cire contribuent à la popularisation de l’anatomie. Des travaux précurseurs sont effectués dans les domaines de l'anatomie pathologique avec Giovanni Battista Morgagni et de l'anatomie comparée avec Félix Vicq d'Azyr. Au XIXe siècle, le développement véritable de l’histologie autorise la description du corps humain aux niveaux tissulaire et cellulaire. Les progrès de l’anatomie sont associés au développement des recherches en pathologie et en chirurgie. C'est également grâce aux progrès des techniques d'exploration microscopique que les recherches en neuroanatomie effectuent un bond en avant avec la théorie neuronale, notamment grâces aux contributions de Camillo Golgi et de Santiago Ramón y Cajal.

## Temps préhistoriques
La pratique de la chasse et la dissection utilitaire subséquente (découpe du gibier, prélèvement des peaux, de certains os, des tendons, des intestins) est à l'origine des premières observations du corps des animaux.
Au cours du Paléolithique supérieur (-30 000 ans) apparaissent les premières représentations graphiques, surtout animales et parfois humaines (Venus de Lespugue). C'est un début d'analyse des formes. Cependant, en focalisant son attention sur l'Europe, André Leroi-Gourhan relève le caractère hautement symbolique de ces représentations. Animaux et êtres humains sont souvent associés dans l’art pariétal. En outre, pour prendre l’exemple aurignacien, les représentations humaines centrées sur le sexe, présentes dès le début du Paléolithique, dominent largement sur celles centrées sur la tête ou sur le corps tout entier.
Des perforations de crâne d'animaux sont observées dès le Paléolithique supérieur, ainsi que des trépanations sur des hommes de Néandertal. Ces dernières, engendrant des ouvertures crâniennes aux bords lissés, indiquent une connaissance de cet organe et de son importance pour l'intégrité physique,.

## Antiquité

### Mésopotamie

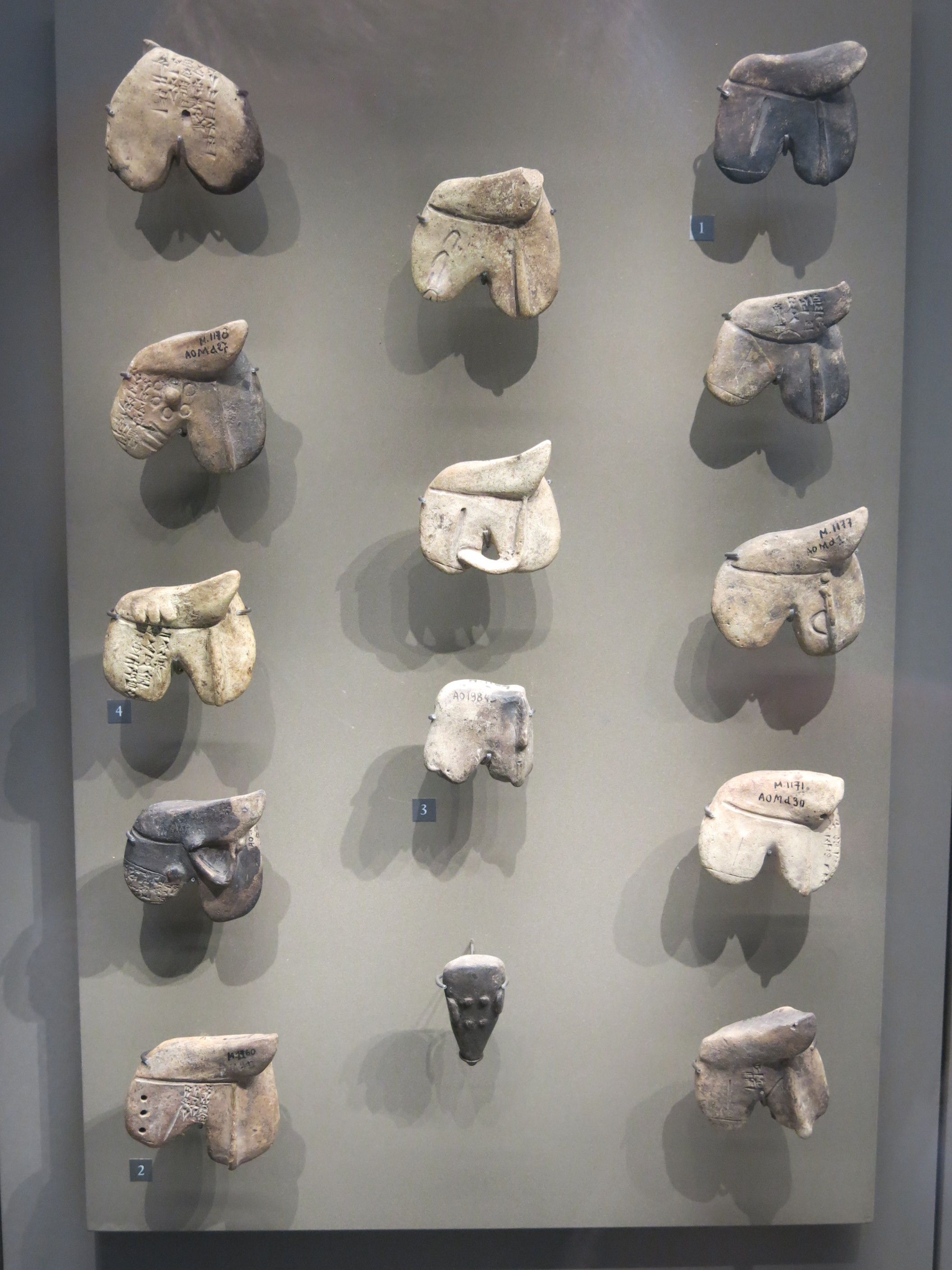
Les foies en argile sont utilisés par les prêtres comme aide-mémoires ou dans les écoles de divination.

En Mésopotamie, à la fin du IIIe millénaire av. J.-C., le savoir anatomique est au service de l'art divinatoire. L'analyse des viscères d'animaux sacrifiés possède des valeurs prédictives très diverses (prévisions météorologiques, récoltes, issue d'une bataille…). Le cœur est ainsi le siège de l'intelligence, le sang abrite la vie et le destin se lit dans la forme des lobes hépatiques. L'hépatoscopie joue un rôle important dans le pronostic et le traitement des maladies.

### En Égypte
Certains papyrus, essentiellement découverts à la fin du XIXe siècle, donnent des informations précieuses sur l'état des connaissances médicales dans l'Égypte antique. Le papyrus Edwin Smith offre notamment les premières descriptions des sutures crâniennes, de la surface externe du crâne et du cerveau, des méninges, du liquide cérébrospinal et des pulsations intracrâniennes.
Le papyrus Ebers et le papyrus Berlin 3038 portent sur la structure du cœur et des vaisseaux. Les papyrus médicaux montrent une structure tripartite du schéma corporel : le cœur-haty, correspondant au cœur anatomique, considéré comme le centre de réception et de distribution de tous les fluides ; l'intérieur-ib, regroupant les organismes vitaux à l'exception du cœur, et l'esprit-ib, le centre de la pensée et des sens, également témoignages des bonnes et des mauvaises actions humaines.
Contrairement à une idée longtemps admise, la technique de l'embaumement n'est pas la source d'un savoir anatomique significatif, aucune démarche scientifique ne procédant à cette pratique. L'éviscération du cerveau par les narines et l'incision du bas-ventre pour l’extraction des autres viscères n'impliquent pas de connaissances sophistiquées. Les embaumeurs, membres d'une caste sacerdotale traditionnelle, transmettaient leur savoir oralement et seules des listes de parties du corps et d'organes furent trouvés sur les parois des chambres intérieures des pyramides.

### Inde pré-moderne
Issues de traditions nombreuses et diverses, les discours sur le corps humain en Inde remontent au IIe millénaire av. J.-C. avec le démembrement rituel d'animaux. La littérature religieuse tantrique met en avant la doctrine des cakra, disposés le long d'un axe vertical médian. Contrairement à une idée reçue, elle n'est pas intégrée à l'ayurvéda, la médecine classique indienne. Le modèle tantrique du corps est cependant surtout une réplique en miniature de l’univers plus qu'un exemple de représentation anatomique, même si des théoriciens tardifs comme Haṃsasvarūpa Mahārāja en ont proposé une interprétation littérale et physiologique. La pratique des exercices physiques et des arts martiaux a également donné lieu à des concepts originaux. Elle donne lieu à la cartographie des marman, que le médecin Vāgbhaṭa définit comme un point sensible, à la pulsation irrégulière et où passe le souffle de vie. L'ayurvéda traite bien entendu du corps humain mais n'offre pas de réelle théorie anatomique, dans la mesure où elle ne s'intéresse pas tant à la description ou à la fonction des organes qu'aux réseaux de fluides vitaux. Elle offre cependant une attention particulière à l'énumération et à la classification des membranes, tissus, ligaments, points vitaux, orifices et réceptacles du corps humain. Les images anatomiques d'origine persane et moghole, puis celles de la médecine européenne au XIXe siècle, ont également contribué à la diffusion du savoir anatomique en Inde. Des tentatives syncrétiques ont alors été tentées au début du XXe siècle, Gaṇanātha Sena proposant dans son Pratyakṣaśarīra (Le corps révélé, publié de 1913 à 1922) une nomenclature indigène des termes anatomiques appuyée sur le sanskrit.

### En Grèce

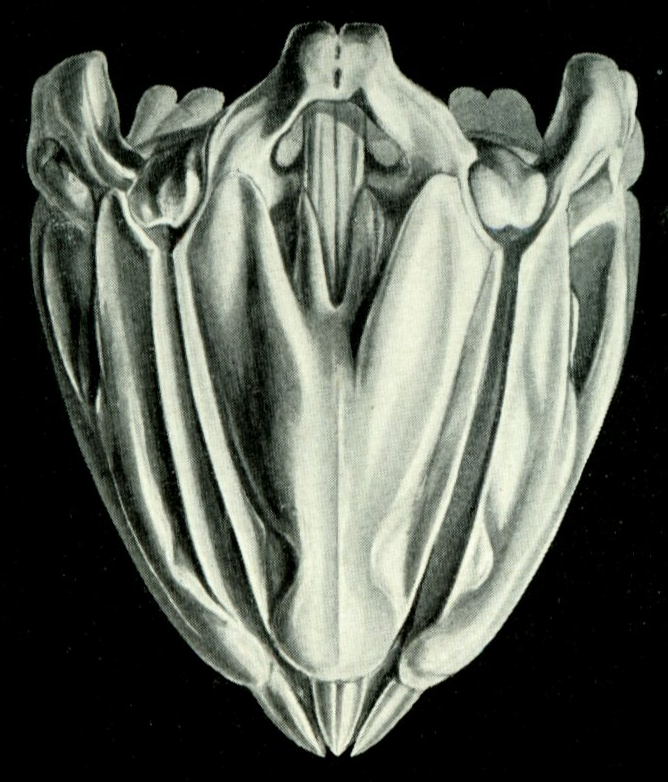
La lanterne d'Aristote est l'appareil masticateur des oursins décrit dans Histoire des animaux.

Les philosophes présocratiques initient la réflexion anatomique en Grèce. Pythagore considère le corps humain comme un microcosme aussi harmonieusement organisé que le macrocosme qu'est l'univers. Alcméon de Crotone compte parmi les premiers savants à pratiquer la dissection et la vivisection, avançant l'idée que tous les vaisseaux prennent l’origine dans le cerveau. Il aurait découvert la trompe d'Eustache et nerf optique, sans toutefois comprendre leurs rôles physiologiques. Selon théorie des quatre éléments d'Empédocle d'Agrigente, les parties solides des animaux, comme les os et la carapace, renferment essentiellement de la terre tandis que les chairs et le sang (siège de l'âme) sont composés de manière proportionnelle.
Hippocrate et ses disciples développent une théorie médicale libérée des pratiques religieuses et médicales, s'appuyant principalement sur théorie des humeurs. Le plus ancien traité anatomique du Corpus hippocratique serait De la nature des os, du IVe siècle av. J.-C., le plus récent, Du cœur, remonterait au IIIe siècle av. J.-C. Les vaisseaux sont assimilés à des veines partant de la région antérieure de la tête. Les connaissances anatomiques du Corpus sont bien plus faibles que les autres théories médicales des traités plus tardifs. Les dissections humaines, perçues comme des intrusions à l'égard du mort, étaient interdites. L'exclusivité des observations zoologiques explique une confusion dans la compréhension de l’organisme humain, même si la description assez précise du muscle cardiaque laisse penser à de possibles exceptions. Le traité De l’ancienne médecine explique la méthode analogique rattachée à Anaxagore, qui impose d'expliquer les phénomènes internes par ceux externes et visibles.
Aristote a composé une imposante œuvre biologique à l'influence durable. Dans son Histoire des animaux, il classe 508 espèces selon deux groupes de critères : la morphologie, comprenant l'aspect externe et l'intérieur du corps, et l’éthologie, correspondant aux comportements et à la reproduction. Subdivisant le règne animal entre les êtres pourvus ou non de sang, il met à jour de nombreuses analogies fonctionnelles entre les animaux, par exemple entre le poumon des mammifères et les branchies des poissons. De plus, il est considéré comme un précurseur de l’anatomie comparée parce qu'il décrit des homologies anatomiques au-delà des seules convergences phénotypiques, ce qui permet d'affiner la classification zoologique : ainsi, les fissipèdes se caractérisent par la division de leurs pieds en plusieurs doigts. Les parties animales sont constituées des quatre éléments définis par Empédocle auquel il ajoute l'éther, théorisé dans sa Métaphysique et expliquant le souffle vital. L'anatomie aristotélicienne repose sur une finalité causale, attribuant à chaque organe une fonction précise. Cette conception finaliste imprègne l'histoire de l'anatomie, et plus largement de la biologie européenne jusqu'au XIXe siècle, Jean-Baptiste de Lamarck considérant que l'adaptation optimale au milieu constitue le moteur de l'évolution.

### École d'Alexandrie
La ville d'Alexandrie est un important foyer intellectuel au IIIe siècle av. J.-C. En instituant la pratique de la dissection humaine et de la vivisection sur les animaux, les Ptolémée favorisent le renouveau de l'anatomie. Cette autorisation ne dure cependant que quelques décennies. Les deux plus célèbres professeurs à l'origine de cette rupture épistémologique, Hérophile de Chalcédoine et Érasistrate de Céos, sont connus essentiellement par les écrits de Galien,.
Proxagoras, le maître de Hérophile, est le premier à différencier nettement veines et artères. Son élève, réputé pour avoir disséqué plus de 600 cadavres, aurait notamment décrit les valvules cardiaques, les organes reproducteurs féminins et masculins, la cornée, le duodénum et surtout le système nerveux, reconnaissant au cerveau d'être le siège de la sensibilité,. Il identifie les ventricules cérébraux, insistant sur l'importance du quatrième et du calamus scriptorius. Il a donné son nom au torcular Herophili, le confluent des sinus.
Comme son rival, Érasistrate s'intéresse à l'anatomie cérébrale, affirmant l’existence d'un lien entre le nombre de circonvolutions du cortex et le degré d'intelligence. Il élabore un système erroné où les nerfs sensitifs partent des méninges et les nerfs moteurs se rattachent au cervelet et au bulbe rachidien, théorie réfutée au XIXe siècle par François Magendie. L'idée d'un « esprit animal » ou psychique conçu dans les ventricules cérébraux et découlant en partie pneuma du monde extérieur est reprise par Galien et Descartes. Considérant en outre que les organes mous ou parenchyme se forment à partir du sang coagulé, il s'oppose à la saignée.
L'expulsion des intellectuels d'Alexandrie ordonnée par Ptolémée VIII porte un coup sévère à cet apogée culturel. En outre, les Empiriques triomphent, arguant l’inutilité des dissections humaines en raison de la décomposition cadavérique, argument repris par Celse. Néanmoins, un groupe de disciples de Hérophiles, les Hérophiliens, continuent l’œuvre de leur maître sans recourir à la dissection et fondent une école en Laodicée. Andréas et Dioscure Phacas sont abondamment cités par les auteurs ultérieurs. L'incendie de la bibliothèque d'Alexandrie en 389 apr. J.-C. détruit un grand nombre d'ouvrages et achève le déclin du savoir médical alexandrin. Néanmoins, l’exil des Nestoriens, emportant avec eux leurs manuscrits, contribue à l’essor de la médecine arabe, en particulier à Bagdad.

### Galien

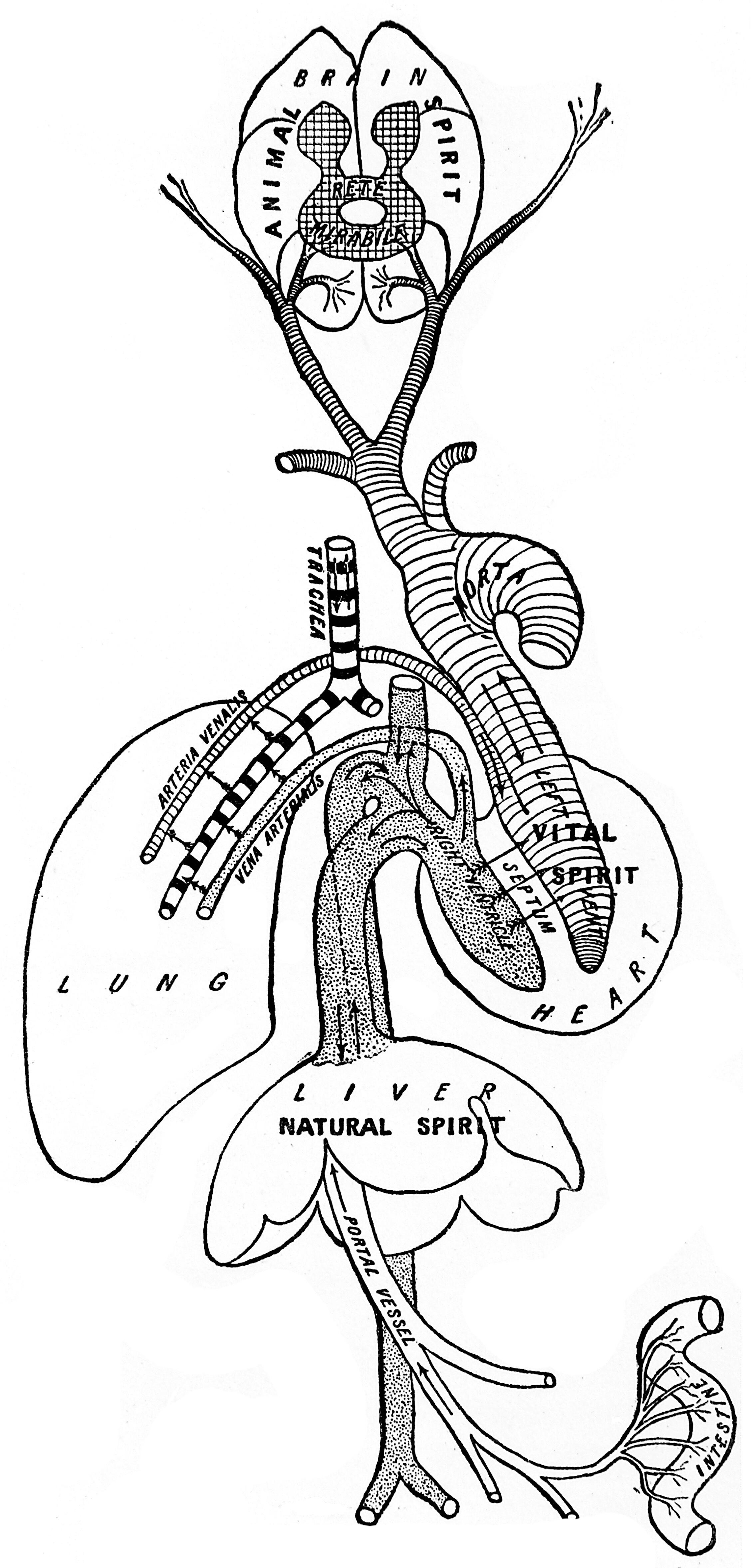
Circulation du pneuma selon la théorie galénique. Étant donné que Galien a disséqué des singes, sa théorie fautive d'un rete mirabile chez l'homme s'explique peut-être moins par une extrapolation à partir des félins et des bovidés que d'une confusion avec un réseau veineux visible chez les primates.

L'anatomie galénique est, en dépit de ses imperfections, la meilleure qui soit parvenue de l'Antiquité. Élève des anatomistes Satyros et Heracleianos, Galien ne pratique pas ou exceptionnellement la dissection humaine en raison des superstitions de son temps, recourant aux porcs, aux chèvres et principalement aux singes. Ses deux traités anatomiques principaux sont le De usu partium corporis humani (De l'utilité des parties du corps humain) et le De anatomiciis administrationibus (Des procédures anatomiques). Selon lui, rien n'est inutile dans le corps humain, les parties du corps coopèrent et les plus petites s'accordent pour accomplir la fonction d'un organe. Ses observations tirées des animaux le conduisent à des erreurs notoires, comme le plexus réticulé (rete mirabilis), considéré comme le lieu de l'élaboration du pneuma psychique, ou la division de l'utérus en deux parties, imaginant que les fœtus féminins se développent dans la cavité gauche et inversement pour les mâles. L’œuvre de Galien exerce une influence considérable dans les mondes latin et arabo-musulman jusqu'au XVIe siècle.

## Époque médiévale, entre transmission des textes et tabou relatif de la dissection
Du VIIIe au XIIe siècle, le monde islamique connaît un âge d'or qui se manifeste par un épanouissement culturel et scientifique. Plusieurs médecins originaires de Perse jouent un rôle important dans la transmission et le développement de leurs spécialités. Yuhanna ibn Masawaih, l'un des premiers directeurs de la maison de la sagesse de Bagdad, pratique des dissections sur des singes et rédige plusieurs traités médicaux et anatomiques. Son étudiant Hunayn ibn Ishaq poursuit son œuvre ophtalmologique avec son ouvrage Dix traités sur l’œil, dans lequel figure la première illustration connue de cet organe. Il traduit également de nombreux écrits de Galien. Entre autres disciplines, les contributions de Rhazès à l'anatomie sont notables et laissent penser à de possibles dissections humaines, tacitement autorisées sur des non-musulmans. Il prouve ainsi l'inexistence d'un os à la base du cœur et certaines observations de son Liber Almansouri sur le système nerveux sont inédites, reconnaissant le double rôle moteur et sensitif du nerf laryngé récurrent et utilisant la neuroanatomie pour corréler les lésions neurales aux signes cliniques. Au XIIIe siècle, Ibn al-Nafis offre une représentation correcte de la petite circulation dans ses Commentaires anatomiques du Canon d'Avicenne. Au cours de son étude, il réfute l’idée de Galien d'un passage entre les deux ventricules. Écrit à la fin du XIVe siècle, le traité anatomique de Mansour ibn Ilyas, Tashrīḥ-i badan-i insān, contient les premières illustrations anatomiques du corps humain issues de l'aire islamique conservées à l'époque contemporaine. Parmi d'autres représentations peintes en couleur, il comporte un dessin du système artériel d'une femme enceinte.
Le renouveau du savoir médical en Europe ne s'effectue véritablement qu'à la fin du Moyen Âge. Des traductions latines de textes grecs et arabes renouvellent l'intérêt pour cette discipline : le Pantegni de Galien traduit vers 1090 par Constantin l'Africain ; le De usu partium corporis du même auteur au tournant des XIIIe et XIVe siècles par Nicolo Deproprio, le Canon de la médecine d'Avicenne traduit par Gérard de Crémone au XIIe siècle et le Colliget d'Averroès, traduit en latin au XIIIe siècle. L'école de Salerne voit apparaître une littérature spécifiquement anatomique au XIIe siècle. De courts traités, dénommés Les démonstrations anatomiques salertinaines et fondés sur la dissection du porc, apparaissent dès les années 1080-1150. L'école rend obligatoire l'étude anatomique du corps humain et établit la première chaire de la discipline en Europe.
Les dissections humaines durant le Moyen Âge latin ne sont pas explicitement prohibées par l'Église, sauf celles réalisées dans le cadre privé sans but heuristique précis. Il existe cependant un tabou répandu qui en limite la pratique, s'expliquant par le caractère sacré du corps humain. Le concile de Tours de 1163 jette l’opprobre à son égard comme sur la chirurgie, ramenée au rang des pratiques barbares. Le Detestande feritatis de 1299 condamne le dépeçage, notamment utilisé pour le transport et la conservation des défunts ramenés sur leur terre natale, et l'éviscération destinée à l'embaumement se voit limitée, bien que les dispenses pontificales fussent facilement accordées pour les autopsies. Néanmoins cette crainte s'estompe dès le XIIIe siècle, d'abord à l'université de Bologne, puis dans les autres facultés de médecine. Les dissections sont utilisées à des fins pédagogiques, le professeur commentant les textes de Galien et d'Avicenne tandis que l'assistant préparateur montre les organes étudiés.
Le développement des universités favorise le regain d'intérêt pour les études anatomiques. La renommée de la faculté de médecine de Bologne s'affirme rapidement dans le domaine de la chirurgie. Un édit de 1241 autorise la dissection des suppliciés. Mondino de' Liuzzi redonne à l'observation un rôle central dans l’analyse du corps humain. Professant que l’examen des corps disséqués constitue la seule manière de comprendre le corps humain, il publie Anothomia en 1316, le premier manuel pratique sur le sujet, texte de référence pendant 250 ans. Qualifié de « restaurateur de l’anatomie » pour son attachement à l’observation, il commet cependant quelques erreurs grossières et peu explicables, comme la division du foie en cinq lobes ou la conversion du sang menstruel en lait, ce qui montre bien la persistance de l'héritage académique dans les explications données. En publiant le Liber notabilium, son élève Guido da Vigevano réalise l'un des premiers atlas anatomiques. Sur 24 planches, 6 sont perdues et 6 sont relatives au système nerveux. En dépit des imprécisions et des inexactitudes, il reste l'un des pionniers en la matière,.
Active depuis le XIIIe, l'école de médecine de Montpellier joue également un rôle dans ce renouveau : Arnaud de Villeneuve insiste sur la nécessité de l'observation des corps ; Henri de Mondeville et Guy de Chauliac appellent à relier la médecine et la chirurgie en dépit du mépris à l'égard de cette dernière. En 1340 un statut de l'université prévoit la tenue d'une séance publique tous les deux ans. En 1376, Louis d'Anjou autorise les chirurgiens montpelliérains à une dissection annuelle du cadavre d'un condamné à mort, tandis qu'il faut attendre 1478 pour que l'école de Paris soit autorisée aux dissections publiques.

## Époque moderne

### Renaissance

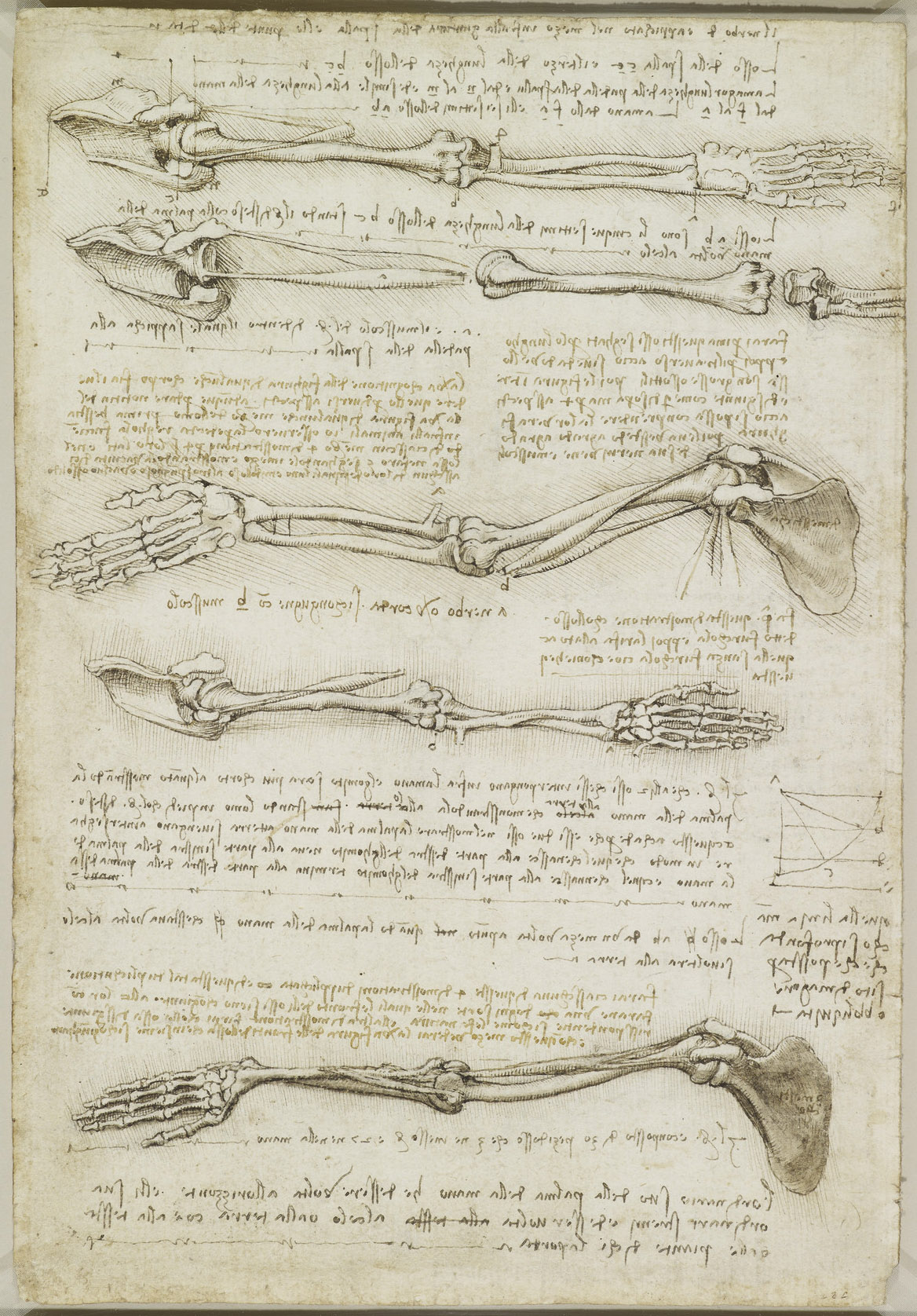
Étude de Léonard de Vinci sur les positions du bras, vers 1510.

#### Progrès de l’enseignement et diffusion iconographique
L'anatomie acquiert le statut de science officielle au cours du XVIe siècle. Dès 1472, un bref apostolique de Sixte IV lui reconnaît son utilité médicale et artistique. Clément VII autorise explicitement sa pratique et son successeur Paul III nomme le chirurgien Alfonso Ferri à la tête d'une chaire d'anatomie à la Sapienza de Rome.
Les progrès de la gravure, notamment de la taille-douce, et l’essor de l'imprimerie favorisent la généralisation d'illustrations anatomiques dans les traités et leur diffusion. La miniature présente dans l'édition française d'un ouvrage de Barthélémy l'Anglais, publié sous le titre de Le proprietaire des choses tresutille et profitable aux corps humains en 1482, est ainsi l'une des premières du genre
.
Les artistes jouent un rôle déterminant dans le renouveau de la représentation anatomique par un rendu plus réaliste, précis et informé. De nombreux artistes donnent une image vivante, voire maniérée du corps humain, par contraste avec la vision rigide des cadavres jusqu'alors dominante dans les livres médicaux. Léonard de Vinci, auteur d'une œuvre anatomique, se singularise par la sobriété et par l'exactitude de son iconographie ; ainsi que par le rendu du mouvement. Le peintre a entrepris le projet d'écrire un traité d'anatomie, probablement inachevé. Il met au point des techniques d'observation adaptées à la décomposition rapide des cadavres, comme les moulages internes des organes avec de la cire ou le dessin rapide d'un segment du corps. Il initie ainsi le début d'un renouveau iconographique dans le dessin anatomique, même si son influence dans ce domaine reste limitée.
L'étude du corps se trouve alors rattachée à l'injonction de l'oracle de Delphes « Connais-toi toi-même » et à la conviction paulinienne que la connaissance des choses visibles est un moyen d'accéder aux réalités invisibles et en particulier l'excellence de Dieu, comme l'écrivent aussi bien des médecins comme Nicole de Haupas que le théologien protestant Pierre Viret. Néanmoins, si certains savants considèrent que l’anatomie s'apparente à une véritable « théologie naturelle » et vantent l'observation directe, d'autres émettent des réserves sur sa portée. Ainsi, Alexandre Sylvain, dans son Epitome de cent histoires tragiques, pointe le fait qu'elle est contrainte de détruire ce qu'elle souhaite analyser. Dans le même esprit, Montaigne se méfie de l'intérêt pour un objet sans vie, plus proche d'une machine que d'un organisme, et Jean Fernel dans son Physologia montre que l'anatomie est un préambule nécessaire mais insuffisant à l'exercice de la médecine, le corps étant l'instrument de l'âme et non la totalité de l'être humain.

#### École de Paris
Une école d'anatomie se constitue à Paris au début du XVIe siècle. Conduite par Jacobus Sylvius, elle reste cependant prisonnière des méthodes scolastiques et des théories de Galien. Sylvius, professeur puis adversaire de Vésale, effectue cependant quelques découvertes, comme le canal vagino-péritonéal. Son nom se retrouve dans la chair carrée de Sylvius et l'artère sylvienne.
Si la Faculté pratique la dissection de manière formalisée depuis les années 1470, les traductions des Anciens contribuent à la placer au centre de la formation médicale dans les années 1530, en particulier depuis la réapparition de l'édition princeps des œuvres de Galien en 1525, ainsi que les traductions latines des Exercices anatomiques par Démétrios Chalcondyle et Jean Guenther d'Andernach. Les polémiques entre les médecins de Paris et Vésale s'expliquent en partie sur la place à accorder à l'anatomie. Les premiers la réservent essentiellement à l'enseignement de la médecine et à la pratique de la chirurgie, relativisant l'importance de la dissection dans la compréhension du corps humain.
Les statuts de l'université précisent en 1598 que tous les corps de métiers relatifs à l'art de guérir dépendent de la faculté de médecine. L'article LVI stipule que l'attribution des cadavres revient respectivement en priorité aux lecteurs des écoles de médecine, aux professeurs royaux, aux docteurs-régents et aux chirurgiens. Un théâtre d'anatomie est construit de 1619 à 1621.
Charles Estienne publie en 1545 De Dissectione partium corporis humani, traduit en français en 1546 sous le titre de La Dissection des parties du corps humain. Cette œuvre s'adresse explicitement à un public plus large que le cercle médical et bénéficie d'une large audience. Il reconstitue une séance idéale d'anatomie et interpelle le lecteur sur le caractère délectable de cette lecture, ce qui illustre le changement d'état d'esprit à l'égard de la connaissance du corps humain.
Le médecin Ambroise Paré rédige deux traités d'anatomie : La Brève collection en 1551, volontairement accessible et sans illustrations, ainsi que L’Anatomie universelle en 1561, avec des illustrations essentiellement empruntées à Vésale. Il conçoit l'anatomie comme un outil technique indispensable au chirurgien, comme le montre le choix de son lexique.

#### André Vésale et ses disciples

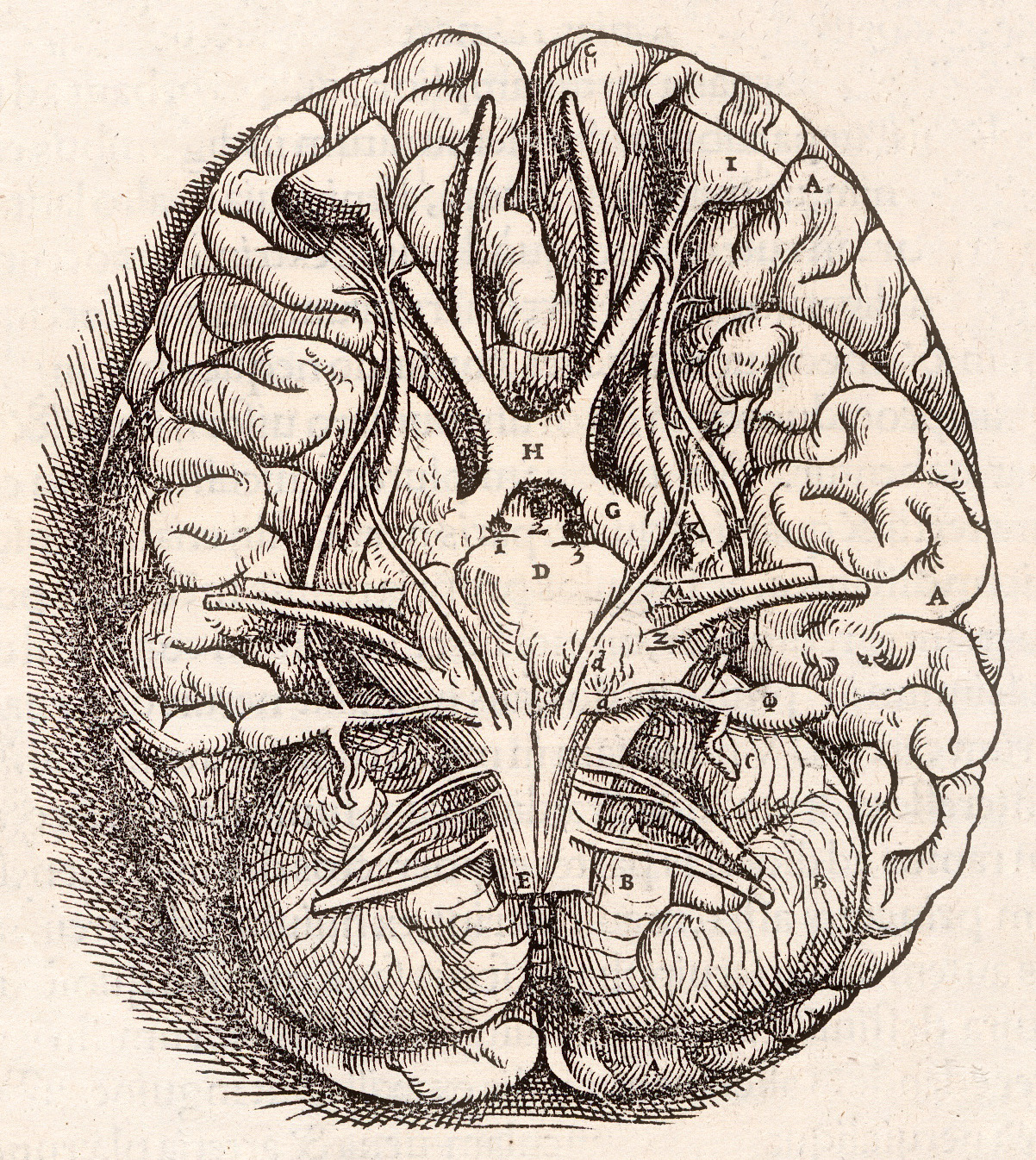
Malgré l'absence de coupe sagittale médiane, généralisée au siècle suivant, la description de l'encéphale dans le Fabrica de Vesale est la plus précise de son époque. Dans le septième livre de cet ouvrage, il explique le protocole de dissection adapté à cet organe mou.

André Vésale joue un rôle majeur dans la reconnaissance académique de l’anatomie descriptive à la Renaissance. Après des études à Paris et à Louvain, il exerce à Padoue puis à Bologne. Alors que les médecins philologues de la Renaissance effectuent un travail de collation, de correction et d'édition des textes anciens sans révolutionner leur pratique, il remet en cause les analyses de Galien, affirmant avoir repéré plus de 200 erreurs chez son prédécesseur et démontrant qu'elles se fondent sur des dissections animales, ce qui lui attire des ennemis, dont son ancien maître Jacobus Sylvius. En pratiquant lui-même une activité antérieurement dévolue aux chirurgiens-barbiers et aux prosecteurs, il met en avant le recours à la pratique expérimentale. Son œuvre De humani corporis fabrica, illustrée de représentations graphiques par Jean Calcar (élève de Titien), rencontre un large succès à travers l'Europe.
Diffusée dans la seconde moitié du XVIe siècle, l’anatomie vésalienne inspire de nombreux continuateurs, en particulier en Italie. À Padoue, Gabriel Fallope décrit la trompe utérine et le nerf facial. Le traité de Juan Valverde de Amusco (en), Historia de la composición del cuerpo humano, ou Histoire de la composition du corps humain, est l'un des meilleurs de l'époque et connaît seize rééditions en quatre langues (castillan, latin, italien et grec). Comprenant des illustrations de Vésale, de Gaspard Becerra et peut-être de Nicolas Béatrizet, il enrichit significativement le lexique scientifique du castillan. À Bologne, Barthélémy Eustache décrit et donne son nom au conduit reliant la partie supérieure du tympan au pharynx, la trompe d'Eustache. Costanzo Varole se rend célèbre par ses travaux consacrés aux nerfs crâniens, notamment de l’éminence encéphalique connue sous le nom de pont de Varole. Il est le premier à examiner le cerveau de sa base vers le haut, au lieu du procédé inverse jusqu'alors en vigueur. Arantius étudie entre autres le développement de l'embryon, exposé dans le De humano fœtu liber de 1564, et la circulation sanguine, donnant un temps son nom au conduit veineux. Les Observationes anatomicae annoncent la nouvelle direction des recherches anatomiques par la mise en relation de la structure et de la fonction. Il joue également un rôle pionnier dans la terminologie et la description de l'hippocampe.

### LeXVIIesiècleou l'essor de l’expérimentation

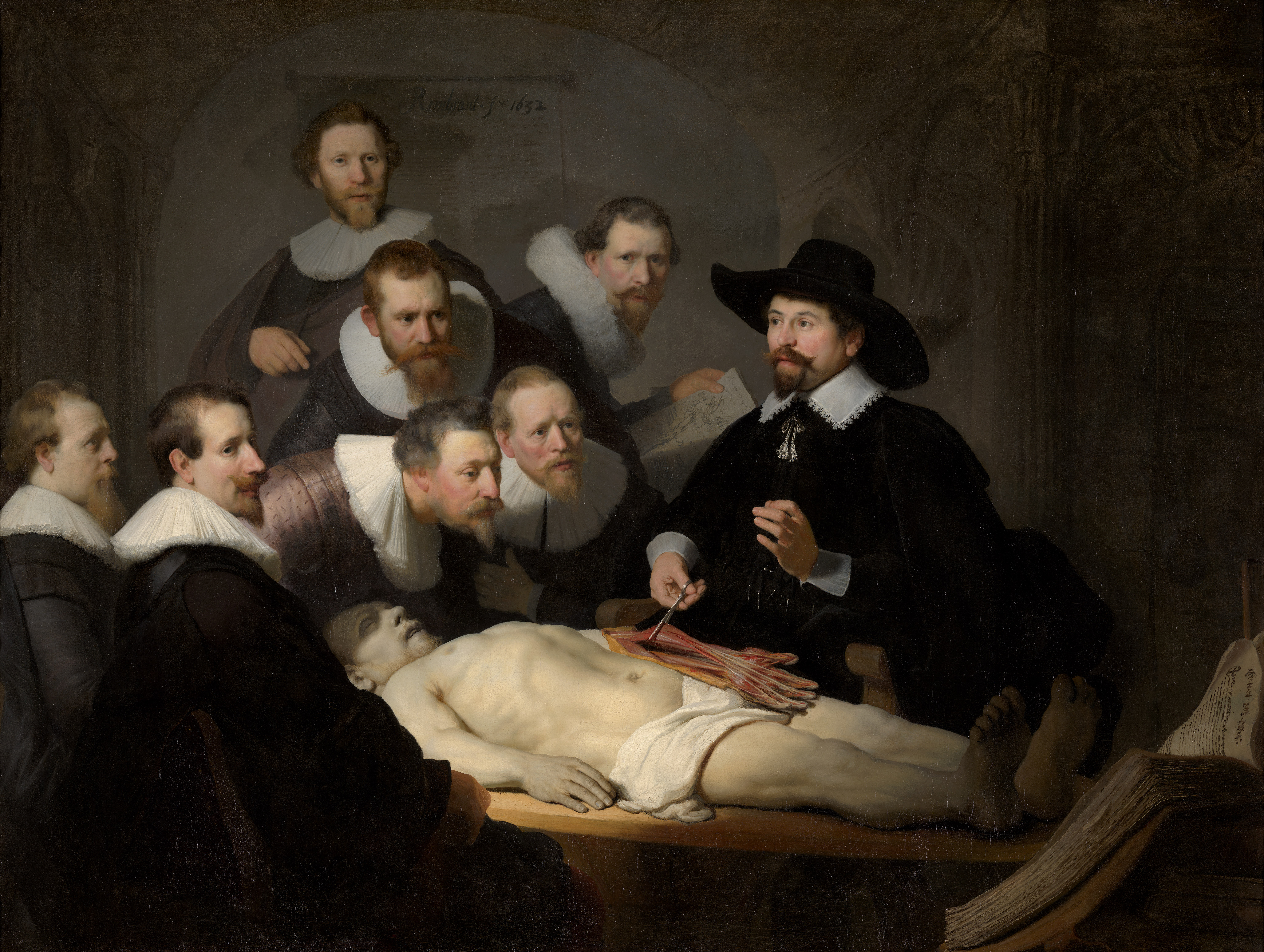
Rembrandt immortalise la leçon d'anatomie du docteur Tulp en 1632. Ce dernier est le premier à décrire la valvule iléo-cæcale, bien que le nom de Gaspard Bauhin lui soit souvent associé

En Europe, la progression de l'anatomie expérimentale XVIIe siècle favorise une meilleure compréhension de la fonction des organes au-delà de leur structure et amène ainsi à une révision de la physiologie de Galien. La connaissance du tube digestif, des glandes, de la circulation lymphatique et sanguine s'améliore notablement durant cette période.
La mise au point du microscope entraîne les prémices de l'anatomie microscopique, donc de l'histologie avant la lettre. Grâce à cet instrument, Nehemiah Grew étudie la structure végétale, publiant une Anatomie des plantes en 1682 et Jan Swammerdam approfondit la connaissance de l'anatomie des insectes
En 1628, William Harvey publie ses thèses sur la circulation sanguine dans son Exercitatio anatomica de motu cordis. Il démontre la circularité du système vasculaire sanguin, ce qui suscite l’hostilité de Jean Riolan le Jeune et de Guy Patin. Sa démarche expérimentale, centrée sur la validation d’une hypothèse par l’observation, s’apparente à celle de la recherche moderne, comme le montrent ses démonstrations du rôle respectif des veines et des artères par le garrottage des bras. Il n'est ainsi pas le véritable premier découvreur du fonctionnement du système sanguin mais celui qui, après les avancées théoriques de Ibn an Nafis, Michel Servet, Realdo Colombo et Andrea Cesalpino, l'établit de manière scientifique
,.

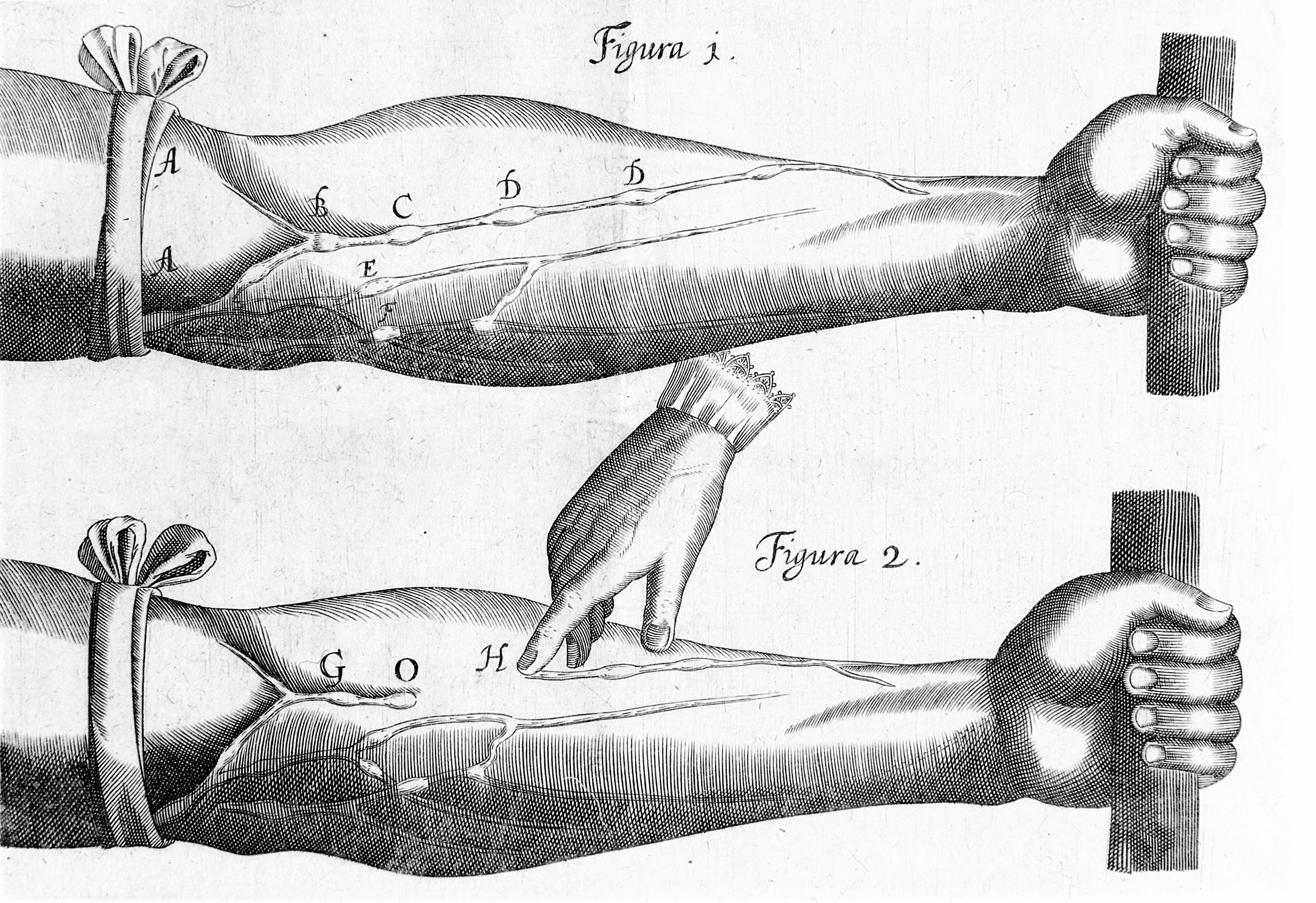
Expériences pour montrer l'existence de valves veineuses. Dessin tiré du De motu cordis de William Harvey.

Recourant à un microscope composé, Malpighi complète la description des poumons et les découvertes de Harvey dans son De pulmonibus observationes anatomicae de 1661 par l'identification des capillaires et la structure alvéolaire de ces organes. Il laisse son nom aux corpuscules de la rate, aux glomérules du rein et aux couches profondes de l’épiderme. Ses recherches portent aussi sur le cerveau, le nerf optique, ainsi que l'embryologie du ver à soie et du poulet.
En 1622, Gaspare Aselli prépare la découverte de la circulation lymphatique en décrivant les vaisseaux chylifères, qu'il nomme les « vaisseaux lactés ». Néanmoins, encore influencé par la physiologie galénique, il les met en relation avec le foie et ne décèle pas la présence du conduit thoracique. Publié en 1651, le Experimenta nova anatomica de Jean Pecquet marque un tournant dans l'étude de ce système, en décrivant l'implication de nouvelles structures anatomiques, dont le conduit thoracique, et le parcours du chyle. Il dénie ainsi le rôle du foie dans la fabrication du sang et indique son importance comme filtre sanguin et dans la digestion.
En 1652, Olof Rudbeck, qui travaille sur le système lymphatique depuis ses 20 ans, aboutit à ses mêmes conclusions, présentant ses travaux à la cour de la reine Christina et sa thèse à l’université d'Uppsala. Il publie ses travaux en 1653 sous le titre de Nova exercitatio anatomica exhibens Ductus Hepaticus Aquosos et Vasa Glandularum Serosa.... Il s'ensuit une controverse de paternité avec le professeur d'anatomie danois Thomas Bartholin, qui la même année a publié Vasa lymphatica, où les mêmes idées sont exposées.
Le médecin et professeur de l'Université de Wittemberg, Conrad Victor Schneider (1614-1680) : dans son Osse cribriformi de 1655, puis dans son De catarrhis de 1660-62 et 1664 démontre que le nez n'est pas l'émonctoire du cerveau. L'ouvrage développe les preuves que le mucus (ou pituite, particulièrement visible dans la rhinorrhée associée aux rhumes, appelés communément « rhume de cerveau ») ne se forme pas dans le cerveau et qu'il n'est pas déversé dans le nasopharynx via la lame criblée de l'os ethmoïde. Il place dans le sang la source du catarrhe ; sa substance est une éjection (éjectamentum) de la masse sanguine entière. Quelques anatomistes du XIVe siècle avaient déjà réfuté l'opinion des anciens, suivant laquelle il existe, entre les ventricules du cerveau et le nez, une communication dont on s'était généralement servi pour expliquer le coryza, mais c'est à Schneider que l'on doit d'avoir démontré par l'anatomie que cette opinion est insoutenable. En établissant qu’il n’existe pas de connexion anatomique ouverte entre le cerveau et l’espace aérien nasal, il réfute l'hypothèse catarrhale établie par Hippocrate, deux mille ans plus tôt, et pérennisée par Galien au IIe siècle, il établit la continuité de la dure-mère, et détermine que l'hypophyse, la « glande pituitaire », n'est pas responsable de la sécrétion du mucus. Les ouvrages de Schneider ouvrent la voie aux découvertes de Sténon sur les glandes, à une époque les glandes émergeaient comme un nouveau domaine de recherche anatomique. Schneider et Sténon, comme Vésale auparavant réfutent aussi l'exitance d'un Rete mirabile cérébral, à l'origine des esprits animaux de la théorie pneumatique galénique.
Niels Stensen, connu en français sous le nom de Nicolas Sténon, est une autre figure importante de l'anatomie scandinave. Né dans une famille danoise, étudiant à Copenhague et en Hollande, il contribue à une meilleure connaissance du cerveau, des muscles et des glandes, découvrant en outre le canal excréteur de la parotide. Dans son Discours sur l'anatomie du cerveau, Il remet en cause l'emplacement de la glande pinéale théorisé par René Descartes dans son traité sur L'Homme, que le philosophe considérait comme le siège de l'âme, remarque reprise par les adversaires du cartésianisme comme Spinoza et Leibniz. Dans son Elementorum Myologiae Specimen seu Musculi descriptio geometrica de 1667, il décrit les composants du muscle et le principe de la contraction musculaire en recourant à des représentations géométriques, sans néanmoins prendre parti sur la cause de ces contractions.

### XVIIIesiècle

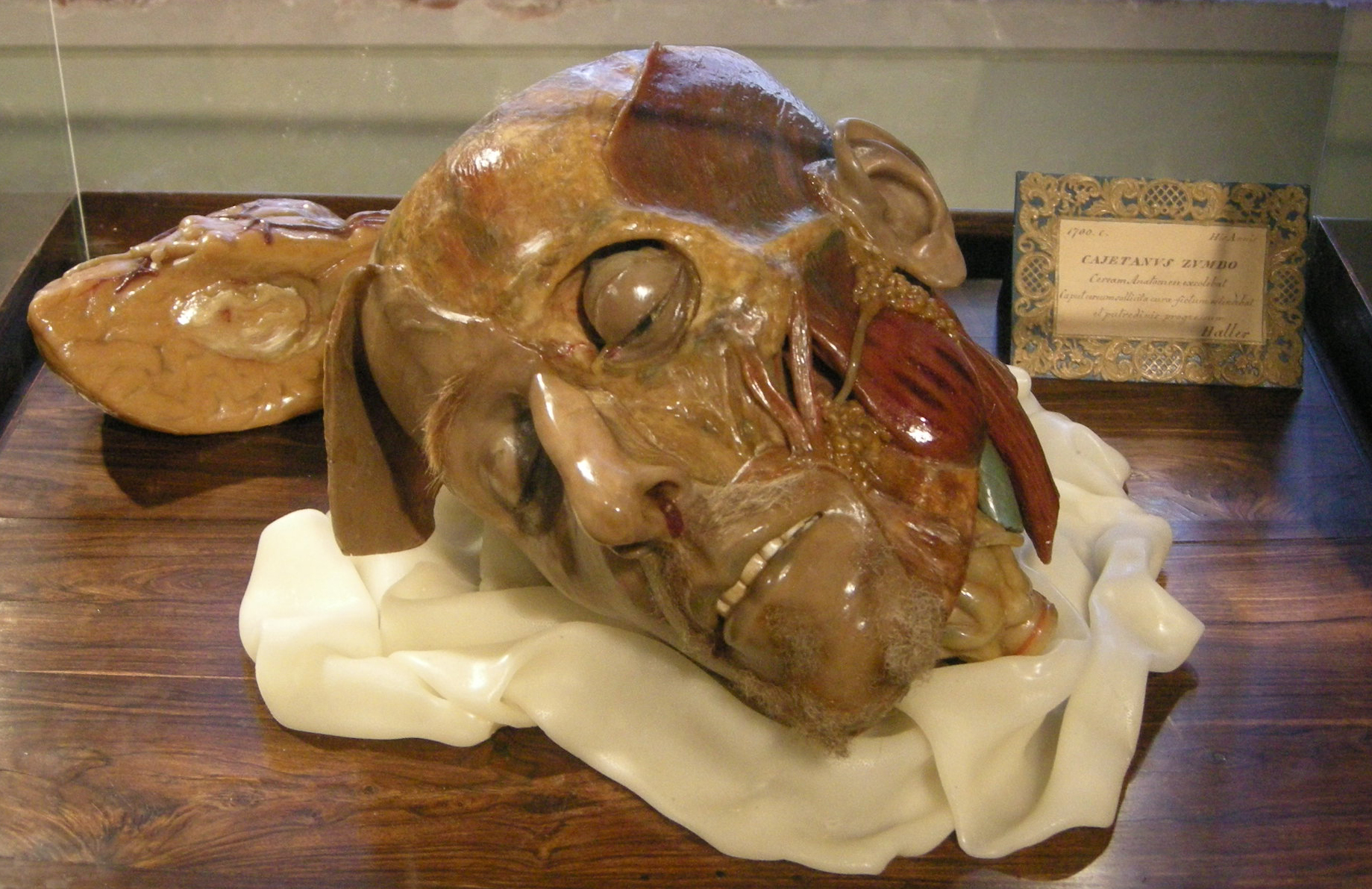
L'artiste Gaetano Giulio Zumbo a collaboré un temps avec le chirurgien Guillaume Desnoues à la mise en point de sculptures en cire.

Même si le corps humain est dès lors connu dans les grandes lignes, des progrès significatifs sont effectués pendant le siècle des Lumières, notamment dans la description des systèmes squelettique, nerveux et lymphatique, des muscles et des ligaments.
Le XVIIIe siècle voit se multiplier les collections et les musées anatomiques. Les Meckel développent une collection sur trois générations, initiée par Johann Friedrich Meckel l'Ancien, poursuivie par son fils Philipp Friedrich Meckel et complétée par l'un de ses enfants, Johann Friedrich Meckel le Jeune. Elle est confiée à l'Institut anatomique de l'université de Halle après sa mort.De manière plus générale, cette lignée d'anatomistes apporte des contributions significatives dans les sciences médicales ; ainsi, Johann Friedrich Meckel l'Ancien améliore la connaissance du nerf trijumeau et Johann Friedrich Meckel le Jeune joue un rôle pionnier en tératologieEn Écosse, les spécimens anatomiques deux frères William et John Hunter contribuent respectivement à enrichir les fonds de l’université de Glasgow (présentées dans une galerie dédiée) et du Royal College of Surgeons, donnant lieu au Hunterian Museum de Londres. En France, Honoré Fragonard, professeur d'anatomie à l'École vétérinaire d'Alfort, confectionne des préparations à destination de ses étudiants, plus tard conservées au Musée Fragonard.
La fabrication de modèles en cire renouvelle l’enseignement de l’anatomie en évitant le recours systématique à la dissection. Si son usage débute avec la collaboration de Giuliano Zumbo et Guillaume Desnoues, c'est dans la première moitié du XVIIIe siècle à Bologne que cette démarche est intégrée de manière systématique à l'enseignement et à la recherche. Ercole Lelli fonde une école d'anatomie en 1742 et remplace les spécimens périssables par des modèles en cire.
Après de multiples devanciers comme Richard Loewer, Marcello Malpighi et Johann Jakob Wepfer, le médecin Giovanni Jean-Baptiste Morgagni ouvre véritablement le champ de l’anatomie pathologique avec son De sedibus et causis morborum per anatomen indagatis libri quinque, publiée à Venise en 1761. S’appuyant sur plus de 600 dissections, il met en corrélation les symptômes cliniques avec les observations post-mortem.

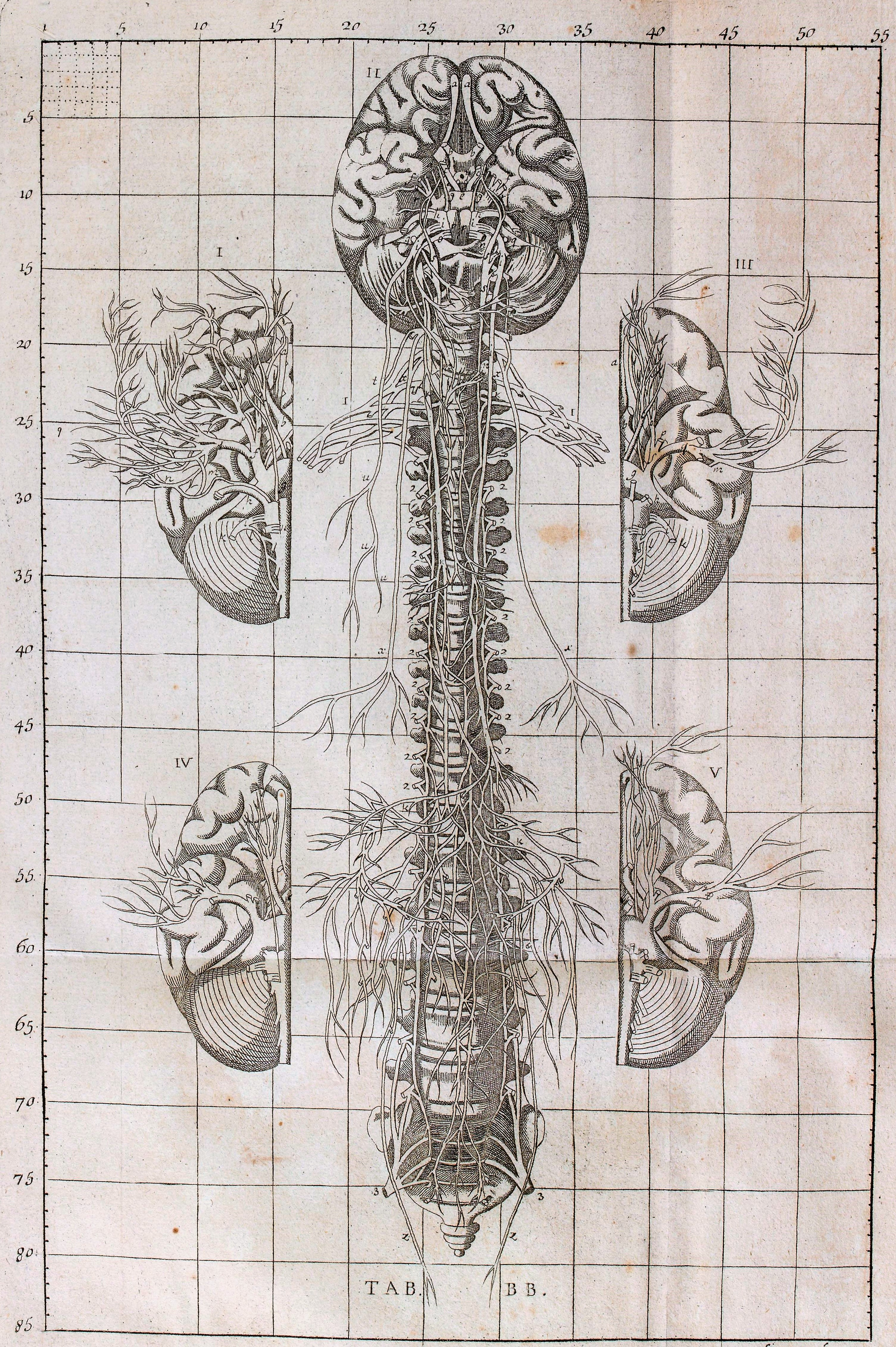
Planche du système nerveux tirée de l’Exposition anatomique de la structure du corps humain de Jacques-Bénigne Winslow. Il reprend et complète les explications de Giovanni Maria Lancisi.

Jacques-Bénigne Winslow écrit Exposition anatomique de la structure du corps humain en quatre volumes, publiée en 1732, principalement novateur pour son apport à l'anatomie externe et à la myologie. Il note ainsi l'importance de comprendre la fonction musculaire pour soigner les fractures. En dépit de la quasi-absence d'illustrations, l'ouvrage utilise un système de tables qui favorise la mémorisation des muscles et des os. Il apporte des observations décisives en neuroanatomie par ses descriptions des nerfs crâniens, du sinus caverneux et du système sympathique. Il lègue son nom, entre autres, au hiatus de Winslow ou foramen omental.
Dans le sillage de Winslow et de Bernhard Siegfried Albinus, le savant Albrecht von Haller mène de nombreuses recherches sur l'anatomie descriptive. À l'Université de Göttingen, il observe plus de 400 cadavres à l’aide des techniques d'injection vasculaire au mercure, notant les fréquences les plus élevées parmi les variantes anatomiques. Son atlas Icones anatomicæ..., publié en 1749, offre une représentation remarquable du réseau artériel. Considérant que la physiologie est une « anatomie animée », il rédige le premier manuel de physiologie générale, Primae linae physiologia, ou Premières esquisses de physiologie, paru en 1747. Il assoit sur une base expérimentale la théorie des propriétés vitales de Francis Glisson, en distinguant la contractilité (correspondant à la notion moderne d'élasticité), l'irritabilité (relative à la contraction musculaire ou à l’excitabilité des organes et des tissus) et la sensibilité (en lien avec le système nerveux).
Par son étude parallèle des membres des quadrupèdes et des êtres humains, Félix Vicq d'Azyr peut être considéré comme un précurseur de l’anatomie comparée. Professeur à l'École vétérinaire d'Alfort, élu à l'Académie des sciences grâce à ses travaux sur les poissons et les oiseaux, il rédige plusieurs mémoires pour cette institution, consacrés par exemple à l'anatomie des singes ou à la structure des organes vocaux chez l'homme et l'animal. Considérant comme Haller que l'anatomie est le fondement de la physiologie, il pose le principe de corrélation des organes développé plus tard par Cuvier, affirmant par exemple que la forme des dents implique une certaine structure du tube digestif en raison du mode d'alimentation qu'elle suppose. Ses mémoires rassemblés sous le titre de Recherches sur la structure du cerveau, du cervelet, de la moelle allongée, de la moelle épinière et l’origine des nerfs de l'homme et des animaux comprend de nombreuses descriptions inédites, comme la division du cerveau en lobes pariétal, frontal et occipital contre la division en lobes antérieur, moyen et postérieur. Il apporte en effet de nombreuses avancées sur l'anatomie du cerveau, révélant plusieurs structures neuroanatomiques, comme le cortex insulaire et le faisceau mammillothalamique. Il isole le sillon central, dénommé sillon de Rolando au XIXe siècle par François Leuret, attribuant par erreur sa découverte à Luigi Rolando. Ses recherches dans ce domaine sont essentiellement publiées en 1786 dans un traité illustré par le graveur Alexandre Briceau,. Au siècle suivant, Georges Cuvier assoit le caractère scientifique de l'anatomie comparée en la faisant reposer sur un système de classification des organes, formulant de manière plus rigoureuse et systématique les rapports de subordination et de corrélation entre eux.

## Époque contemporaine

### XIXesiècle

#### Naissance de l’histologie
Le médecin Marie François Xavier Bichat publie quatre ouvrages anatomiques importants dans un temps relativement bref. Bien qu'il ne recoure pas à un microscope, il approfondit la notion de tissu, qu'il contribue à caractériser et à classer, notamment dans le Traité des membranes. En 1801, il publie les deux tomes de l’Anatomie générale, qu'il définit comme l'étude des tissus simples. Il développe également l'approche anatomo-clinique, observant que les maladies sont à chaque fois corrélées à des lésions organiques spécifiques. L'identification de 21 tissus, ou systèmes élémentaires selon ses termes, est cependant remise en cause assez rapidement, Anthelme Richerand ramenant ce nombre à quatre et contestant l’originalité de Bichat. Néanmoins, ce dernier, malgré un faible nombre de découvertes anatomiques, a le premier formalisé cette notion déjà approchée par des prédécesseurs comme Andreas Bonn.
La conjonction de la théorie cellulaire et de l'invention du microscope optique achromatique marque la véritable naissance de l'histologie. Des artisans opticiens comme Joseph von Fraunhofer et Vincent Chevalier perfectionnent les lentilles ne décomposant pas la lumière, initiés par les recherches de Chester Moore Hall et John Dollond. En 1838, le botaniste Matthias Jakob Schleiden publie un article d'une importance majeure où il affirme que les plantes sont constituées d'agrégats de cellules à la fois individualisées et en rapport avec le développement de la plante. De son côté, son ami Theodor Schwann, par ailleurs découvreur des gaines et des cellules qui portent désormais son nom, étend la théorie au règne animal, écrivant dans sa monographie de 1839 que la cellule constitue l'unité fondamentale de la vie. La notion de cellule, encore floue dans les années 1840, devient peu à peu l'objet d'études d'une science distincte dans la seconde moitié du siècle, la cytologie. En 1893, Oscar Hertwig publie Die Zelle und die Gewebe (Cellules et tissus), expliquant les spécificités des deux domaines de recherches.

#### Progrès de la méthode anatomo-pathologique
Suivant les pas de son professeur Jean Nicolas Corvisart, Gaspard Laurent Bayle contribue à l'élaboration de la méthode anatomo-clinique par la mise en relation de relevés cliniques aux autopsies à l'Hôpital de la Charité de Paris. En 1812, il publie un article intitulé « Considérations générales sur l’anatomie pathologique » dans le premier volume du Dictionnaire des sciences médicales, où il pointe en particulier les limites de cette discipline naissante. Il y distingue les maladies avec des lésions organiques et celles avec des lésions vitales, où les fonctions vitales sont affectées sans altérations physiques visibles. Lors de l’examen d'un cadavre, l'anatomie pathologique permet d'identifier les premières et non pas les secondes. Son élève René-Théophile-Hyacinthe Laennec prolongea ses recherches en anatomopathologie. En 1804, il renouvelle l'approche de Morgagni, fondée sur les organes, et celle de Bichat, s'appuyant sur les tissus, en proposant une classification à partir de trois catégories d'altération : la nutrition, la forme ou la position et la texture. Sa description de la dégénérescence fauve du foie causée par la cirrhose connaît un retentissement international.
Guillaume Dupuytren, un temps maître de Laennec et fondateur avec lui de la Société anatomique de Paris en 1803, l'a accusé d'avoir plagié ses travaux. Quoi qu'il en soit, ce chirurgien est également un nom important de la méthode anatomo-clinique, publiant toujours en 1803 Propositions sur quelques points d'anatomie, de physiologie, et d'anatomie pathologique. Il lègue 200 000 francs pour la création d'une chaire d'anatomie pathologique à la Faculté de médecine de Paris avec à sa tête Jean Cruveilhier et sa collection donne naissance au musée Dupuytren par l'initiative de Mathieu Orfila.
On élabore une anatomie topographique et chirurgicale pour la sécurité des amputations et les désarticulations, parmi ceux-ci : Béclard[Lequel ?], Denonvilliers, Tillaux et Farabeuf. Dans ce même siècle sortent de grands traités d'anatomie comme l'atlas lithographique de J.-M Bourgery en (1830-1848), ou l'ouvrage sur les lymphatiques de Sappey…

#### Neuroanatomie et théorie neuronale
L'exploration microscopique du système nerveux en améliore considérablement la description. Camillo Golgi renouvelle l'étude du tissu nerveux par la technique de coloration au chromate d'argent qui permet de révéler des cellules nerveuses avec leurs axones et leurs dendrites. Il identifie par ailleurs les cellules gliales et un organe à la jonction du tendon et du muscle, régulateur de la tension intramusculaire. Heinrich Wilhelm Waldeyer complète la théorie neuronale en démontrant que les neurones, dont il invente le terme, constituent l'unité fondamentale du tissu nerveux. En améliorant la méthode de Golgi, Santiago Ramón y Cajal, fondateur de la neurobiologie moderne, établit la première cartographie microscopique du système nerveux. Ses observations le conduisent à préciser l'individualité des neurones, affirmant que les éléments du système nerveux possèdent des rapports de contiguïté et non de continuité.

### Depuis leXXesiècle
L'anatomie évolue avec les progrès des moyens techniques d'exploration (ex ; l'endoscopie, images in vivo en temps réel, jusqu'aux échelles microscopiques, l'usage des navigateurs, etc.), avec les progrès de la connaissance et avec l'apparition régulière de nouveaux (outils de visualisation scientifique).
Elle tend à évoluer vers une science appliquée, au service de la médecine et de la chirurgie (assistance informatique notamment), de l'industrie des prothèses, mais l'enseignement didactique de l'anatomie se poursuit et évolue, par exemple en utilisant moins la dissection et plus la modélisation 3D pédagogiques. Les images animées peuvent compléter ou remplacer les images fixes des planches anatomiques traditionnelles,. L'utilisation des modèles informatiques par le dessin animé et le cinéma (image de synthèse) a aussi bénéficié des progrès de l'anatomie.
L'information anatomique tend aussi à se démocratiser, comme le montre l'outil de visualisation anatomique créé par des ingénieurs de Google. D'abord nommé « Google Body Browser », il représente en 3D les structures, réseaux et organes du corps humain. Il est gratuitement mis à disposition de tous en 2012, à condition de disposer d'un accès à Internet et de comprendre l'anglais, car la dénomination des organes s'y fait dans cette langue. La plate-forme est fermée en même temps que Google Labs en 2012, et l'outil est renommé « Zygote body ». Un équivalent existe pour la vache (avec Google Cow model). De manière plus générale, ces techniques numériques permettent aussi de remplacer la dissection désormais considérée comme obsolète par de nombreuses institutions et d'améliorer l'enseignement de l’anatomie, notamment fonctionnelle, la prise en compte du mouvement étant négligée dans l'anatomie descriptive conventionnelle.

### Méthodes modernes de conservation des préparations anatomiques
Depuis le XVIIe siècle au moins, d'une part dans un objectif pédagogique, afin de faciliter des travaux pratiques sur des pièces réelles, d'autre part pour bénéficier durablement de pièces ayant nécessité plusieurs dizaines (voire centaines) d'heures de dissection fine et méticuleuse, et enfin pour sauvegarder des variantes rares, il a été souhaité et nécessaire de pouvoir conserver certaines préparations anatomiques de manière durable. Ces pièces peuvent dès lors être conservées pendant des décennies, et même sur plusieurs siècles, constituant les fonds des collections ou musées d'anatomie (tout en soulignant qu'il ne s'agit pas de musées au sens ordinaire du terme, avec la présentation d'œuvres d'art ou d'objets archéologiques, puisqu'il s'agit d'éléments humains exigeant le plus grand respect et donc dans un cadre strictement médical, scientifique, et éthique). Ces collections anatomiques médicales continuent aujourd'hui d'être sans cesse enrichies et renouvelées par de nouvelles dissections et grâce aux dons du corps, servant pour l'enseignement et la recherche.
Deux types principaux de méthodes classiques, restées identiques depuis le XVIIe siècle, sont utilisés : (1) les « préparations sèches », dissections conservées par momification, puis souvent vernissage (mode, très en vogue du XVIIe à la fin du XIXe siècle, mais rarement utilisé aujourd'hui) ; et (2) les « préparations humides », dissections baignant dans un liquide de conservation et placées dans un bocal en verre, l'alcool éthylique ou éthanol, anciennement dit « esprit de vin », étant le liquide de loin le plus utilisé [le célèbre « formol », aussi dénommé formaldéhyde ou méthanal - évoquant pour beaucoup l'anatomie - découvert en 1867, n'étant en pratique que rarement utilisé, et de plus aujourd'hui d'utilisation très fortement restreinte et réglementée car produit classé comme toxique et cancérigène].
En 1977, une nouvelle méthode de conservation, dénommée plastination ou imprégnation polymérique, a été mise au point par le professeur d'anatomie Gunther von Hagens (Heidelberg, Allemagne), donnant des résultats de qualité spectaculaire et durable, mais nécessitant des procédures techniques longues et coûteuses (plusieurs Laboratoires d'anatomie de Faculté de médecine françaises, s'étant équipés du matériel technique nécessaire, réalisent ainsi des pièces plastinées).

#### Ouvrages
- Raphaël Cuir (préf. Yves Hersant, Georges Didi-Huberman), Renaissance de l’anatomie, Paris, Hermann, 2016, 274 p. (ISBN 978-2-7056-9233-9, présentation en ligne).
- Jean-Pierre Dadoune, Histoire de la découverte du corps humain : du scalpel au microscope, Paris, Ellipses, 2016, 589 p. (ISBN 978-2-340-01365-0).
- (en) David Hillman et Carla Mazzio, The Body in Parts : Fantasies of Corporeality in Early Modern Europe, Routledge, 2013, 376 p.
- Rafael Mandressi, Le regard de l'anatomiste : dissections et invention du corps en Occident, Paris, Seuil, coll. « L'Univers historique », 2003, 350 p. (ISBN 2-02-054099-1, lire en ligne)
- Paul Mazliak, Brève histoire de l'anatomie de l'Antiquité à André Vésale, Paris, ADAPT-SNES, 2018, 204 p. (ISBN 978-2-35656-063-6).
- (en) R. Shane Tubbs, Mohammadali M. Shoja, Marios Loukas et Paul Agutter, History of Anatomy : An International Perspective, Hoboken, Wiley-Blackwell, 2018, 328 p. (ISBN 978-1-118-52431-2, BNF 45785926, lire en ligne).
- Hendrik Cornelis Dirk de Wit (trad. du néerlandais), Histoire du développement de la biologie [« Ontwikkelingsgeschiedenis van de biologie »], t. 1, Lausanne, Presses polytechniques et universitaires romandes, coll. « Biologie », 1992, 404 p. (ISBN 2-88074-233-1).
- Hendrik Cornelis Dirk de Wit (trad. du néerlandais), Histoire du développement de la biologie [« Ontwikkelingsgeschiedenis van de biologie »], t. 2, Lausanne, Presses polytechniques et universitaires romandes, coll. « Biologie », 1993, XVIII-460 p. (ISBN 2-88074-252-8).
- Hendrik Cornelis Dirk de Wit (trad. du néerlandais), Histoire du développement de la biologie [« Ontwikkelingsgeschiedenis van de biologie »], t. 3, Lausanne, Presses polytechniques et universitaires romandes, coll. « Biologie », 1994, 635 p. (ISBN 2-88074-264-1).

#### Articles
- Joseph Bidez et G. Leboucq, « Une anatomie antique du cœur humain : Philistion de Locres et le Timée de Platon », Revue des Études Grecques, t. 57, nos 269-273,‎ 1944, p. 7 à 40 (lire en ligne).
- Simon Byl, « Controverses antiques autour de la dissection et de la vivisection », Revue belge de philologie et d'histoire, vol. Antiquité - Oudheid, t. 75, no 1,‎ 1997, p. 113-120 (lire en ligne)
- Jean-Marc Olivier, « La lente émergence d'une médecine plus scientifique (XVe – XVIIIe siècle) », dans Sciences, techniques, pouvoirs et sociétés du XVe au XVIIIe siècle (période de la Révolution française exclue) en Angleterre, France, Pays-Bas/Provinces Unies et péninsule italienne, Paris, Ellipses, coll. « Capes-Agrégation », 2016 (ISBN 978-2-340-01432-9), p. 203-212.
- (en) Mohammadali M. Shoja et R. Shane Tubbs, « The history of anatomy in Persia », Journal of Anatomy, vol. 210, no 4,‎ 2007, p. 359–378 (e-ISSN 1469-7580, DOI 10.1111/j.1469-7580.2007.00711.x, lire en ligne, consulté le 23 mars 2021).
- (en) Susan Standring, « A brief history of topographical anatomy », Journal of Anatomy, no 229,‎ 2016, p. 32-62 (e-ISSN 1469-7580, DOI 10.1111/joa.12473, lire en ligne, consulté le 21 mars 2021)